# Ольферс, Игнац фон
Игнац Франц Вернер Мария фон Ольферс (нем. Ignaz Franz Werner Maria von Olfers, 30 августа 1798, Мюнстер — 23 апреля 1872, Берлин) — немецкий учёный-естествоиспытатель, дипломат и генеральный директор Королевских музеев Берлина.

## Биография
Сын надворного советника Франца Теодора фон Ольферса. Учился в Гейдельберге, получил диплом медика, служил советником прусского посольства в Неаполе. 3 декабря 1823 года женился на Гедвиге фон Штегеман, дочери юриста, поэта и государственного советника Фридриха Августа фон Штегемана и знаменитой хозяйке литературного салона в Берлине. После длительного пребывания в Бразилии с естественнонаучными целями в 1831 году получил должность посла в Берне. При посредничестве братьев Гумбольдтов в 1839 году Игнац фон Ольферс был назначен генеральным директором Королевских музеев Берлина. Ольферс был одним из ближайших доверенных лиц короля Пруссии Фридриха Вильгельма IV и наряду с Александром Гумбольдтом внёс значительный вклад как в естественные науки, так и в изящные искусства. Вместе с архитектором Фридрихом Августом Штюлером Ольферс работал над планами реконструкции Музейного острова в Берлине. В 1856 году Ольферсу было присвоено звание почётного члена Баварской академии наук. В результате конфликта с Густавом Фридрихом Ваагеном, возглавлявшим в то время Королевскую картинную галерею, который произошёл из-за неудавшейся реставрации картины Андреа дель Сарто, Ольферса разбил удар. Проведя пять лет прикованным к постели, Ольферс умер и был похоронен в Берлине.